# Айзеншток Ієремія Якович
Айзеншто́к Ієремі́я Я́кович (21 лютого [4 березня] 1900, м. Єлисаветград, нині Кропивницький — 7 червня 1980, м. Ленінград, нині Санкт-Петербург) — український і російський літературознавець, текстолог.

## Біографія
Народився в м. Єлисаветград (Херсонська губернія, Російська імперія), нині Кропивницький, Україна. Батько — фармацевт, службовець. Друкуватися почав з 1917 року.
Закінчив історико-філологічний факультет та аспірантуру Харківського університету. Кандидат філологічних наук (1935).
Дослідник творчості Тараса Шевченка, Івана Котляревського, Григорія Квітки-Основ'яненка, Петра Гулака-Артемовського, Євгена Гребінки, Михайла Коцюбинського, Івана Франка, Миколи Гоголя, Гліба Успенського, Миколи Чернишевського, Миколи Некрасова.
Підготував перше повне коментоване видання Шевченкового «Щоденника» (під назвою «Дневник», Харків, 1925).
Становлення шевченкознавства як самостійної дисципліни у 1920-х роках увінчалося створенням 1926 року за дієвою участю Айзенштока Інституту Тараса Шевченка в Харкові (наступником розгромленого в 1934 році Інституту Тараса Шевченка є Інститут літератури ім. Шевченка НАН України, створений 1936 року). З 1926 по 1931 рік обіймав посаду вченого секретаря цього інституту.
Завдяки І. Айзенштоку, до України з Москви та Ленінграда повернули унікальні речі Т. Г. Шевченка, а саме: лист поета до Григорія Квітки-Основ'яненка, п'ять художніх полотен Кобзаря, автограф поеми «Мар'яна — черниця», 80 малюнків.
У галузі шевченкознавства предметом його наукових інтересів є біографія Тараса Шевченка, творча лабораторія, шевченківська текстологія, фольклоризм Шевченка, зв'язки поета з російською літературою і визвольним рухом у Росії.
З участю і за редакцією Айзенштока здійснено низку інших видань творів поета. Брав участь у наукових шевченківських конференціях. У збірниках праць цих конференцій опубліковано й статті Айзенштока.
Помер в м. Ленінград, РРФСР, СРСР (нині Санкт-Петербург).
Після смерті Ієремії Айзенштока його архів та величезну бібліотеку повернуто в Україну. Архів нині зберігається в Інституті рукопису Національної бібліотеки України імені В. І. Вернадського. Колекцію — особову бібліотеку Айзенштока, що нині зберігається в Національній бібліотеці України ім. В. І. Вернадського, запропоновано включити до Державного реєстру національного культурного надбання України.

### Вибрані твори
- Микола Хведорович Сумцов, 1923.
- Літературні й громадські погляди Я. Щоголева, 1925.
- Тургенев і Шевченко, 1926.
- Десять Років «Опоязу», 1927.